# AV NEA-Volharding

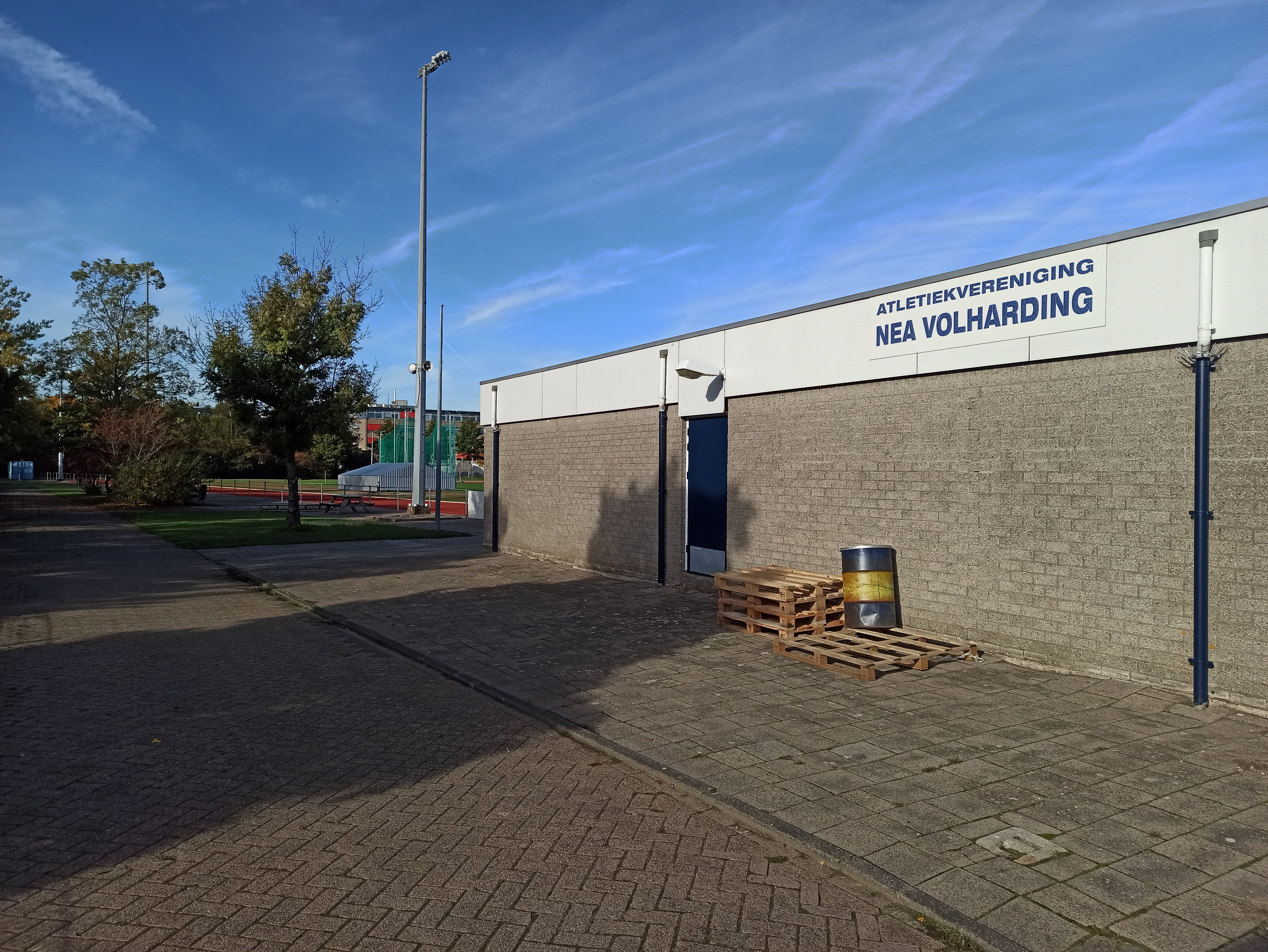
AV NEA-Volharding

Atletiekvereniging Nuttig En Aangenaam - Volharding (AV NEA-Volharding) is een Nederlandse atletiekvereniging met haar thuisbasis in Purmerend. Ze werd opgericht op 16 mei 1917 en is aangesloten bij de Atletiekunie. De atletiekvereniging houdt zich bezig met algemene atletiek en loopsport.

## Geschiedenis van de vereniging
De vereniging is oorspronkelijk ontstaan uit de op 22 maart 1878 opgerichte turnvereniging Volharding, toen slechts bestaande uit tien herenleden. Nog voor de eeuwwisseling werd er ook een damesafdeling turnen opgericht alsmede een schermafdeling. In 1908 splitsten de dames zich echter af in een zelfstandige vereniging en gingen verder onder de naam Nuttig en Aangenaam. Op 16 mei 1917 werd atletiekvereniging Volharding aangesloten bij de Noordhollandsche Atletiek Bond (NHAB), om daarna bij de KNAU aangesloten te worden. Inmiddels noemt de KNAU zich gewoon Atletiekunie.
Op 6 juli 1944 besloten Volharding en Nuttig en Aangenaam te fuseren en zo ontstond atletiek- en gymnastiekvereniging N.E.A.-Volharding. Turnen bleef het belangrijkste onderdeel, hoewel het onderscheid tussen atleten en gymnasten niet altijd duidelijk aan te geven was. Er zijn veel besprekingen gevoerd om de omvang van de atletiek te vergroten. In de loop van de jaren zestig van de 20e eeuw kwam de vereniging tot grote bloei met een recordaantal van 1100 leden. Op 6 maart 1974 werd besloten om per 1 juli 1974 de atletiekafdeling weer af te splitsen, met een startkapitaal van, omgerekend, 1588,23 euro en enig atletiekmateriaal. Beide verenigingen behielden de naam N.E.A.-Volharding, hoewel de schrijfwijze niet altijd even consequent wordt gehanteerd. De atletiekvereniging staat bij de Kamer van Koophandel ingeschreven als "NEA Volharding".

## In de 21ste eeuw
De vereniging telde in 2010 ongeveer 400 leden, variërend in de leeftijdscategorie van 7 tot 77. Binnen de verenigingsstructuur wordt gewerkt met commissies en werkgroepen om alle activiteiten te ondersteunen en te kunnen blijven doen. Deze commissies zijn allemaal vertegenwoordigd in het algemeen bestuur.

## Bekende (oud-)leden
- Mami Awuah Asante - vijfvoudig Nederlands kampioene op verschillende sprintonderdelen (in- + outdoor)
- Sharona Bakker - viervoudig Nederlands kampioene 60 m horden + 100 m horden
- Petra Huybrechtse - Nederlands indoorkampioene 60 m sprint + 60 m horden 1992; deelneemster Olympische Spelen 1992
- Veron Lust - zesmaal Nederlands kampioen op de 100 km
- Jorén Tromp - Nederlands kampioen 200 m 2017

## Locatie en faciliteiten
De kunststofbaan van AV NEA Volharding ligt op sportpark 'De Munnik' aan de Flevostraat 249 in Purmerend.